# George Dillon
George Dillon (ur. 12 listopada 1906 w Jacksonville na Florydzie, zm. 9 maja 1968 w Charleston w stanie Karolina Południowa) – amerykański poeta.
Wychowywał się w Kentucky, Ohio i Missouri. Potem jego rodzina osiedliła się w Chicago. Studiował na University of Chicago, gdzie uzyskał bakalaureat. Miał romans z poetką Edną St. Vincent Millay, co znalazło wyraz w twórczości ich obojga. Wydał dwa tomiki, Boy in the Wind (1927) i Flowering Stone (1932). Za drugi z nich otrzymał Nagrodę Puliztera w dziedzinie poezji. Był też tłumaczem. Przełożył trzy dramaty Jeana Baptiste’a Racine’a (Three Plays of Racine: Phaedra, Andromache, and Brittanicus, 1961) i pomagał Ednie St. Vincent Millay w tłumaczeniu Kwiatów zła Charles’a Baudelaire’a.